# Музей Сергея Есенина (Ташкент)
Государственный литературный музей Сергея Есенина — музей, созданный для сохранения памяти о русском поэте Сергее Александровиче Есенине. Музей расположен в небольшом здании в центре Ташкента, недалеко от станции метро Хамида Алимджана. Экспозиция ташкентского музея Есенина занимает второе место по значимости, после музея на родине поэта.

## История
Общественный музей Сергея Есенина был создан в 1981 году, на его базе в 1988 году был открыт государственный литературный музей поэта. Повторное открытие музея, после реставрации, состоялось 10 июня 1999 года. В музее Сергея Есенина собрано более трёх тысяч экспонатов, многие из которых переданы музею друзьями и родственниками поэта.
Помещение музея состоит из четырёх залов. Центральная часть экспозиции посвящена поездке поэта в Узбекистан в 1921 году. В основном зале музея размещены материалы о пребывании Сергея Есенина в Ташкенте, фотографии и воспоминания современников. Интерьер зала выдержан в стиле начала XX века. Экспозиция второго зала посвящена творчеству поэта, связанному с Востоком, в числе прочего, здесь представлены собрания переводов произведений поэта на языки народов среднеазиатского региона. В третьем зале музея представлены уникальные экспонаты, связанные с жизнью и смертью поэта и издания его произведений.
Часть экспозиции музея посвящена его дочери Татьяне, долгое время прожившей в Узбекистане, её могила находится на Боткинском кладбище в Ташкенте.
В лекционном зале музея регулярно проводятся чтения произведений Сергея Есенина и современных поэтов, проходят художественные выставки.
С 1992 года музей издаёт информационный бюллетень «Мир Есенина».